# Harald T. Nesvik
Harald Tom Nesvik (født 4. maj 1966 i Ålesund) er en norsk politiker ( FrP). Den 13. august 2018 blev han udnævnt til fiskeriminister i Regeringen Solberg. Den 30. august 2019 blev titlen ændret til fiskeriministeren.
 Han blev valgt til Stortinget fra Møre og Romsdal fra 1997 til 2017. Fra 2013 var han parlamentariske leder for partiet. Han blev ikke genvalg ved stortingsvalget i 2017.

## Referanser
1. ↑  Skabelon:Kilde avis
2. ↑  Nesvik blir fiskeri- og sjømatminister - regjeringen.no
3. ↑  Skabelon:Kilde avis

## Eksterne links
- Wikimedia Commons har flere filer relateret til Harald T. Nesvik